# Seksologija
Seksologíja je veda o spolnosti pri človeku. Obravnava vse vidike spolnosti in poskuša opredeliti normalno spolnost in njene variante.
Sodobna seksologija je večdisciplinsko polje, ki združuje metode biologije, medicine, psihologije, statistike, epidemiologije, pedagogike, sociologije, antropologije in včasih tudi kriminologije. Preučuje človeški spolni razvoj in razvoj spolnih razmerij kot tudi mehaniko spolnega občevanja in spolno disfunkcijo. Opisuje tudi spolnost posameznih skupin prebivalstva, kot so invalidi, otroci in starejši odrasli, ter preučuje patološke pojave, kot sta zasvojenost s spolnostjo in spolna zloraba otrok.
Seksologija ni preskriptivna, temveč deskriptivna veda. Ne poskuša predpisovati, kaj je primerno, etično ali moralno, temveč dokumentirati dejanskost. Zaradi svoje narave je bila pogosto predmet spora med podporniki seksologije, tistimi, ki menijo, da posega v svete stvari, in tistimi, ki s filozofskega stališča nasprotujejo njeni objektivnosti in empiričnosti.